# Pointel
Pointel est une commune française située dans le département de l'Orne en région Normandie, peuplée de 305 habitants.

## Géographie
La commune est au cœur du pays d'Houlme. Son bourg est à 1,8 km à l'est de Briouze, à 13 km au nord de La Ferté-Macé, à 13 km au sud-ouest de Putanges-Pont-Écrepin et à 18 km à l'ouest d'Écouché.
Le point culminant (242 m) se situe au sud, au lieu-dit le Grand Clos. Le point le plus bas (200 m) correspond à la sortie de la Rouvre du territoire, au confluent du Val du Breuil, au nord. La commune est bocagère.
| Briouze             | Saint-André-de-Briouze | Saint-Hilaire-de-Briouze |
| Briouze             | Pointel                | Saint-Hilaire-de-Briouze |
| Le Ménil-de-Briouze | Lignou                 | Lignou                   |

### Hydrographie
La commune est située dans le bassin Seine-Normandie. Elle est drainée par la Rouvre, le Val du Breuil, le ruisseau d'Arthan, la Rouvre, un bras d'Arthan, le fossé 01 de la commune de Pointel et un autre petit cours d'eau.
La Rouvre, d'une longueur de 46 km, prend sa source dans la commune de Beauvain et se jette  dans l'Orne à Mesnil-Villement, après avoir traversé 17 communes. Les caractéristiques hydrologiques de la Rouvre sont données par la station hydrologique située sur la commune de Sainte-Gauburge-Sainte-Colombe. Le débit moyen mensuel est de 0,805 m3/s. Le débit moyen journalier maximum est de 9,01 m3/s, atteint lors de la crue du 17 janvier 1999. Le débit instantané maximal est quant à lui de 9,48 m3/s, atteint le 16 janvier 1999.

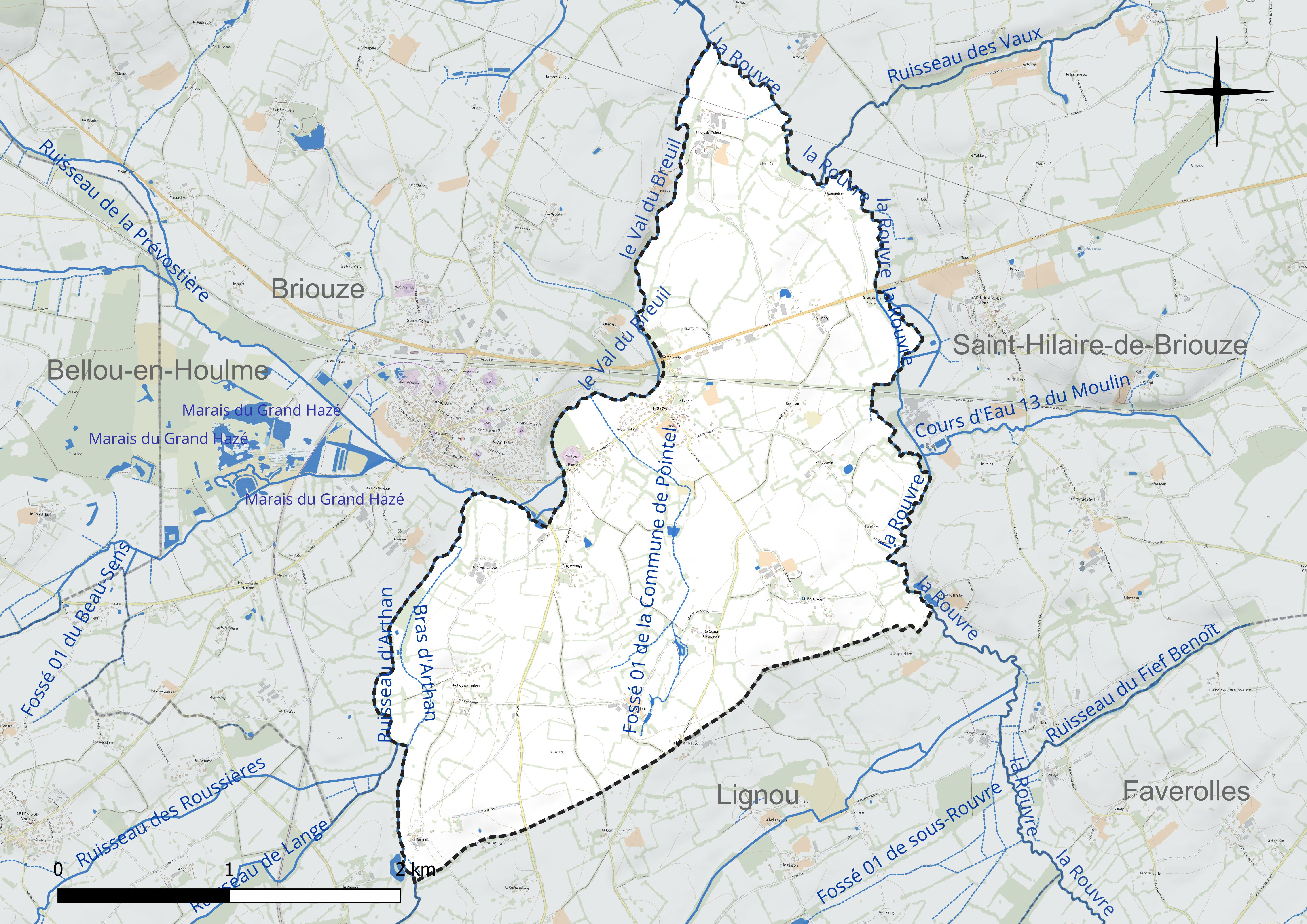
Réseau hydrographique de Pointel.

Le Val du Breuil, d'une longueur de 17 km, prend sa source dans la commune de Bellou-en-Houlme et se jette  dans la Rouvre en limite de Briouze et de Pointel, face à Saint-André-de-Briouze, après avoir traversé quatre communes.

### Climat
Pour des articles plus généraux, voir Climat de la Normandie et Climat de l'Orne.
En 2010, le climat de la commune est de type climat océanique altéré, selon une étude du CNRS s'appuyant sur une série de données couvrant la période 1971-2000. En 2020, Météo-France publie une typologie des climats de la France métropolitaine dans laquelle la commune est exposée à un climat océanique et est dans la région climatique Normandie (Cotentin, Orne), caractérisée par une pluviométrie relativement élevée (850 mm/a) et un été frais (15,5 °C) et venté. Parallèlement le GIEC normand, un groupe régional d’experts sur le climat, différencie quant à lui, dans une étude de 2020, trois grands types de climats pour la région Normandie, nuancés à une échelle plus fine par les facteurs géographiques locaux. La commune est, selon ce zonage, exposée à un « climat contrasté des collines », correspondant au Bocage normand, bien arrosé, voire très arrosé sur les reliefs les plus exposés au flux d’ouest, et frais en raison de l’altitude.
Pour la période 1971-2000, la température annuelle moyenne est de 10 °C, avec une amplitude thermique annuelle de 13,5 °C. Le cumul annuel moyen de précipitations est de 872 mm, avec 13,1 jours de précipitations en janvier et 7,7 jours en juillet. Pour la période 1991-2020, la température moyenne annuelle observée sur la station météorologique la plus proche, située sur la commune de Briouze à 1 km à vol d'oiseau, est de 10,9 °C et le cumul annuel moyen de précipitations est de 920,5 mm,. Pour l'avenir, les paramètres climatiques de la commune estimés pour 2050 selon différents scénarios d’émission de gaz à effet de serre sont consultables sur un site dédié publié par Météo-France en novembre 2022.

## Urbanisme

### Typologie
Au 1er janvier 2024, Pointel est catégorisée commune rurale à habitat dispersé, selon la nouvelle grille communale de densité à sept niveaux définie par l'Insee en 2022.
Elle est située hors unité urbaine et hors attraction des villes,.

### Occupation des sols
L'occupation des sols de la commune, telle qu'elle ressort de la base de données européenne d’occupation biophysique des sols Corine Land Cover (CLC), est marquée par l'importance des territoires agricoles (97,6 % en 2018), en diminution par rapport à 1990 (100 %). La répartition détaillée en 2018 est la suivante : 
prairies (50,2 %), terres arables (37,4 %), zones agricoles hétérogènes (10 %), zones urbanisées (2,4 %). L'évolution de l’occupation des sols de la commune et de ses infrastructures peut être observée sur les différentes représentations cartographiques du territoire : la carte de Cassini (XVIIIe siècle), la carte d'état-major (1820-1866) et les cartes ou photos aériennes de l'IGN pour la période actuelle (1950 à aujourd'hui).

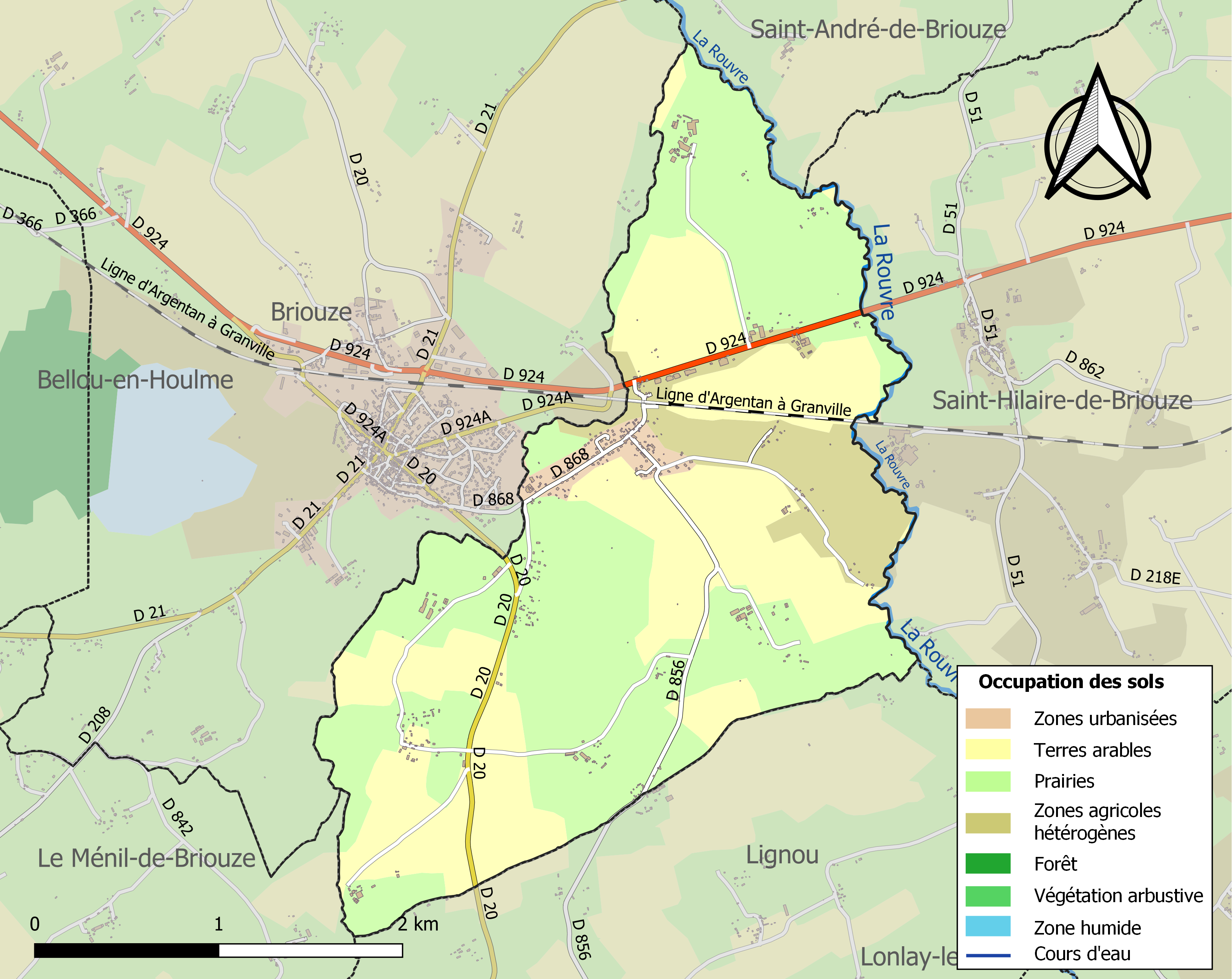
Carte des infrastructures et de l'occupation des sols de la commune en 2018 (CLC).

## Toponymie
Le toponyme serait un diminutif de pointe, évoquant un relief. Ernest Nègre propose une hypothèse différente : une forme archaïque de l'ancien français poincteau, « construction de pieux en rivière pour faciliter la navigation ».
Le gentilé est Pointellais.

## Politique et administration
| Période                                  | Période   | Identité       | Étiquette | Qualité  |
| ---------------------------------------- | --------- | -------------- | --------- | -------- |
| 1974                                     | mars 2008 | Henri Maugis   | SE        |          |
| mars 2008                                | En cours  | Jacques Martin | SE        | Retraité |
| Les données manquantes sont à compléter. |           |                |           |          |

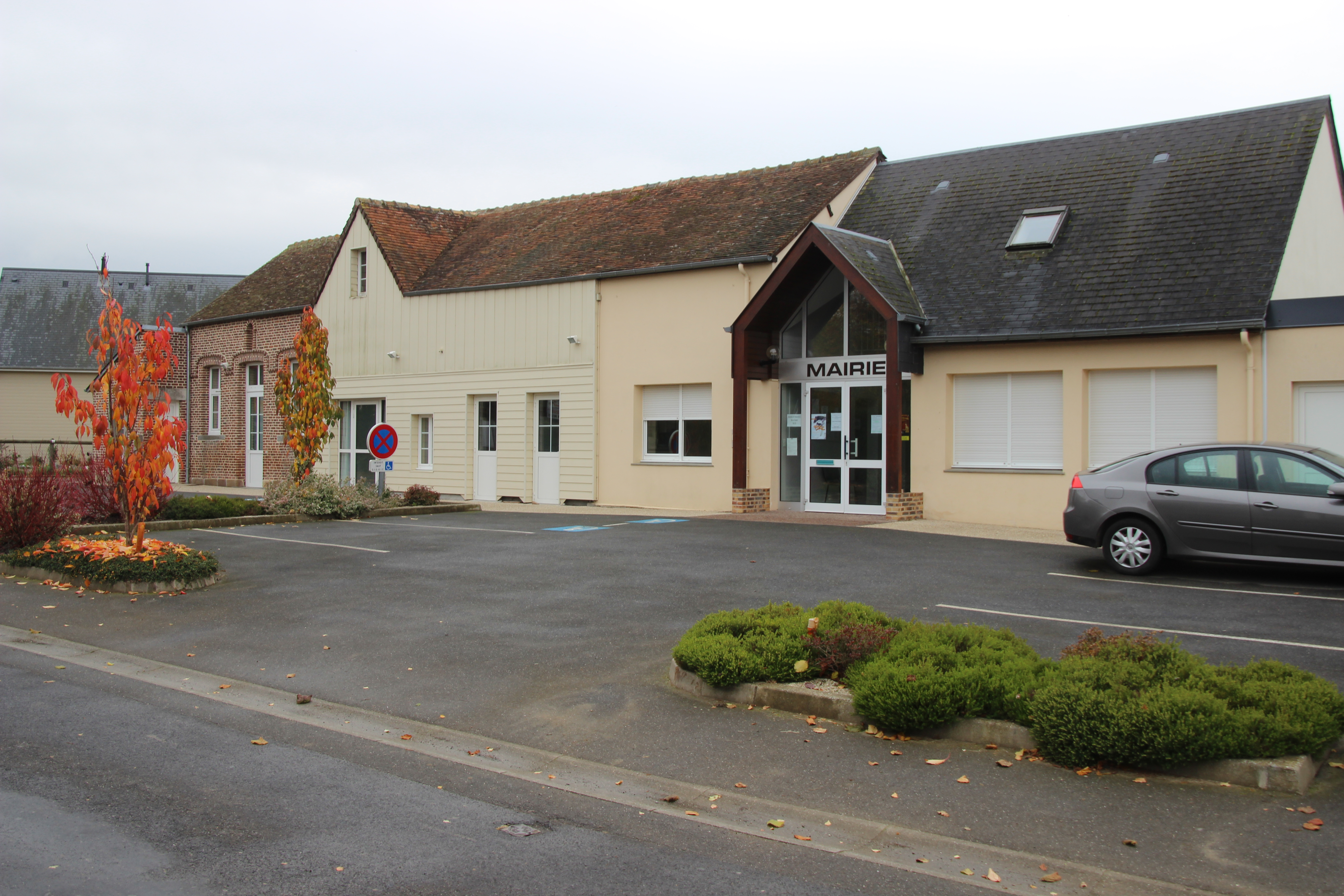
La mairie.

Le conseil municipal est composé de onze membres dont le maire et un adjoint.

## Démographie
L'évolution du nombre d'habitants est connue à travers les recensements de la population effectués dans la commune depuis 1793. Pour les communes de moins de 10 000 habitants, une enquête de recensement portant sur toute la population est réalisée tous les cinq ans, les populations de référence des années intermédiaires étant quant à elles estimées par interpolation ou extrapolation. Pour la commune, le premier recensement exhaustif entrant dans le cadre du nouveau dispositif a été réalisé en 2005.
En 2022, la commune comptait 305 habitants, en évolution de −6,44 % par rapport à 2016 (Orne : −3,21 %, France hors Mayotte : +2,11 %).
Pointel a compté jusqu'à 588 habitants en 1806.
| 1793 | 1800 | 1806 | 1821 | 1836 | 1841 | 1846 | 1851 | 1856 |
| ---- | ---- | ---- | ---- | ---- | ---- | ---- | ---- | ---- |
| 446  | 411  | 588  | 537  | 528  | 491  | 535  | 547  | 541  |

| 1861 | 1866 | 1872 | 1876 | 1881 | 1886 | 1891 | 1896 | 1901 |
| ---- | ---- | ---- | ---- | ---- | ---- | ---- | ---- | ---- |
| 502  | 453  | 404  | 417  | 379  | 375  | 328  | 325  | 327  |

| 1906 | 1911 | 1921 | 1926 | 1931 | 1936 | 1946 | 1954 | 1962 |
| ---- | ---- | ---- | ---- | ---- | ---- | ---- | ---- | ---- |
| 327  | 346  | 263  | 265  | 260  | 261  | 228  | 242  | 235  |

| 1968 | 1975 | 1982 | 1990 | 1999 | 2005 | 2006 | 2010 | 2015 |
| ---- | ---- | ---- | ---- | ---- | ---- | ---- | ---- | ---- |
| 232  | 224  | 213  | 230  | 254  | 377  | 383  | 305  | 324  |

| 2020 | 2022 | - | - | - | - | - | - | - |
| ---- | ---- | - | - | - | - | - | - | - |
| 311  | 305  | - | - | - | - | - | - | - |

## Lieux et monuments
- Église Saint-Aubin, avec clocher du XVIe siècle.
- Vestiges d'une motte féodale près de l'église[31], au nord du village, sur la rive gauche de la Rouvre[32].

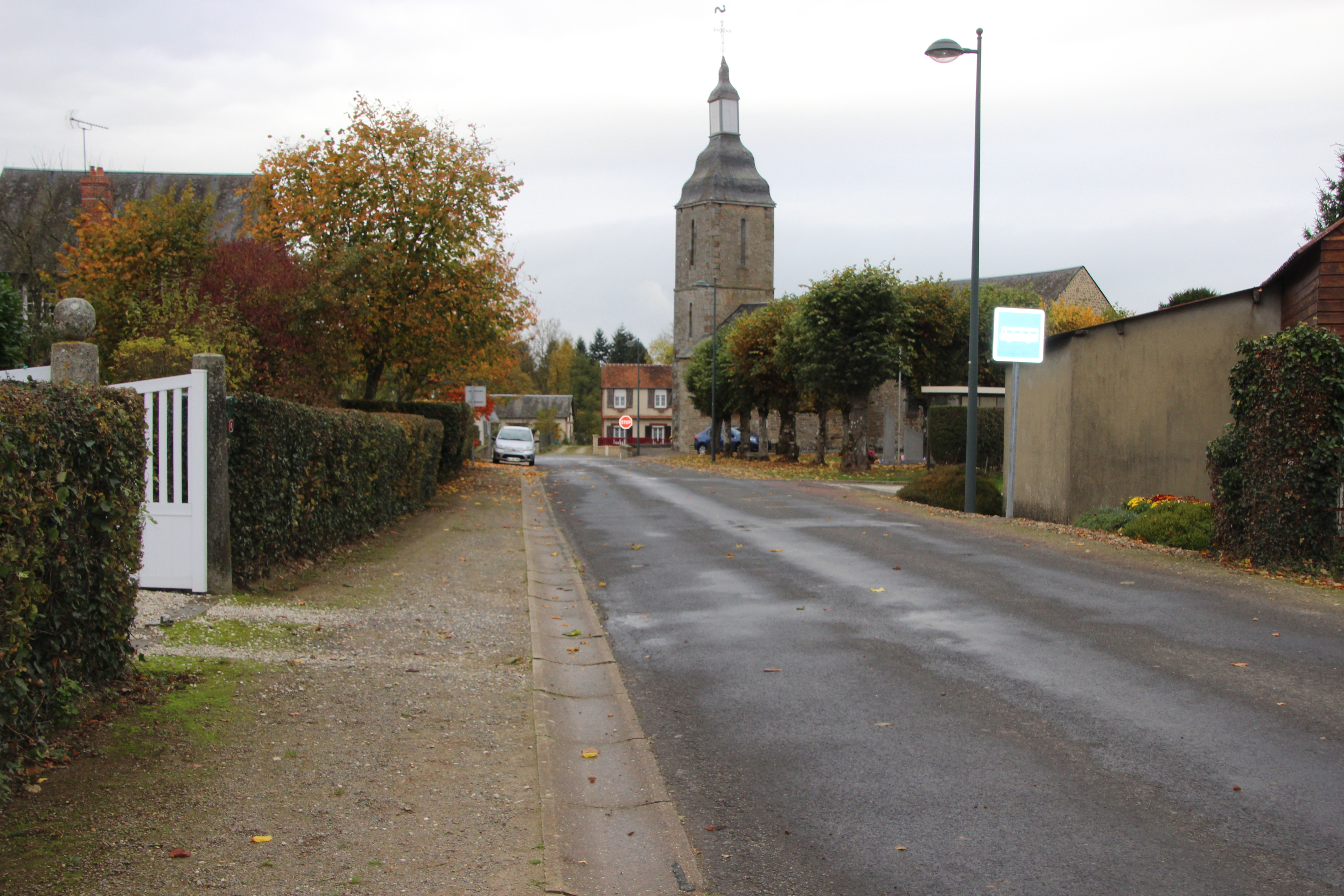
Vue du village avec l'église.
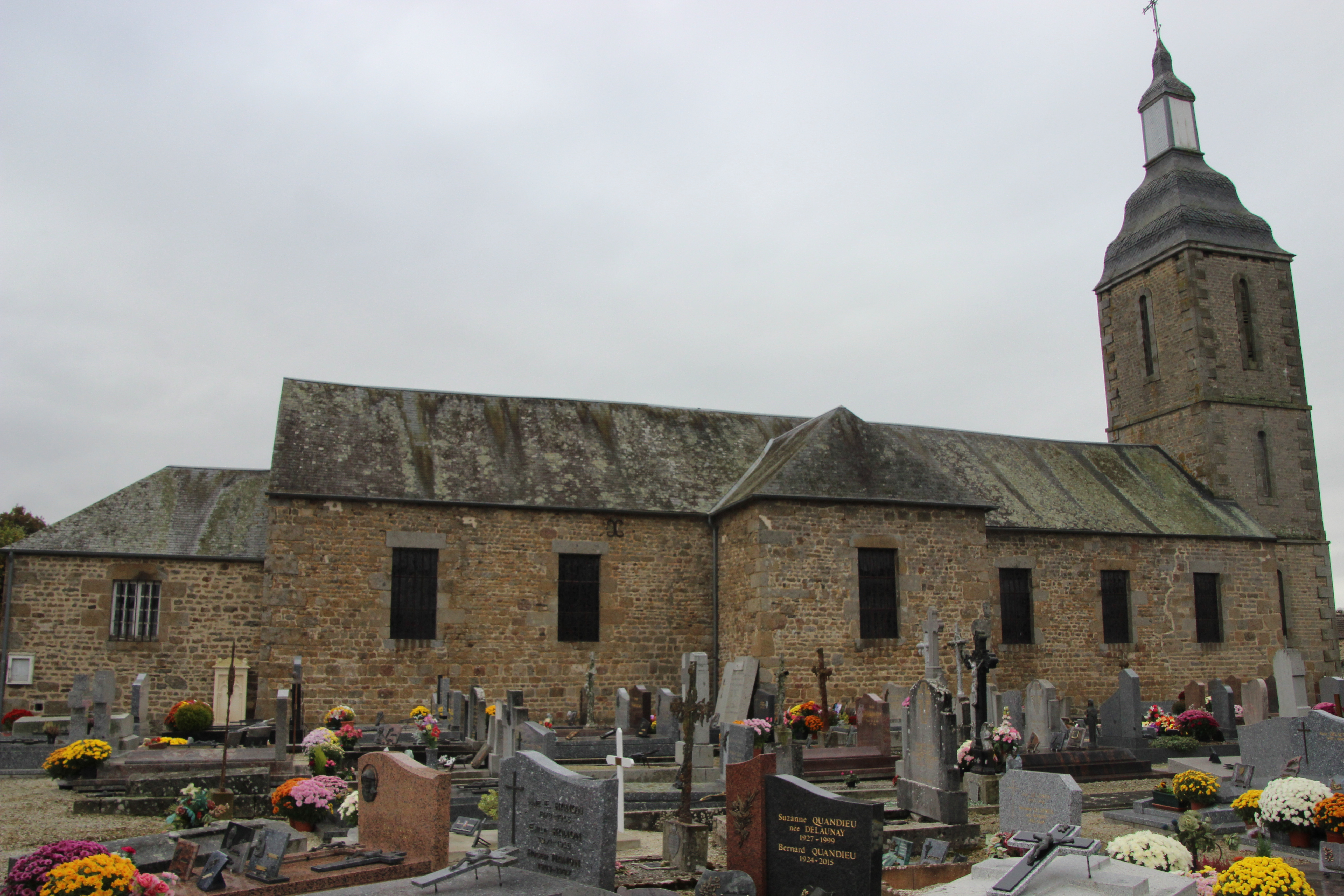
Vue générale de l'église.
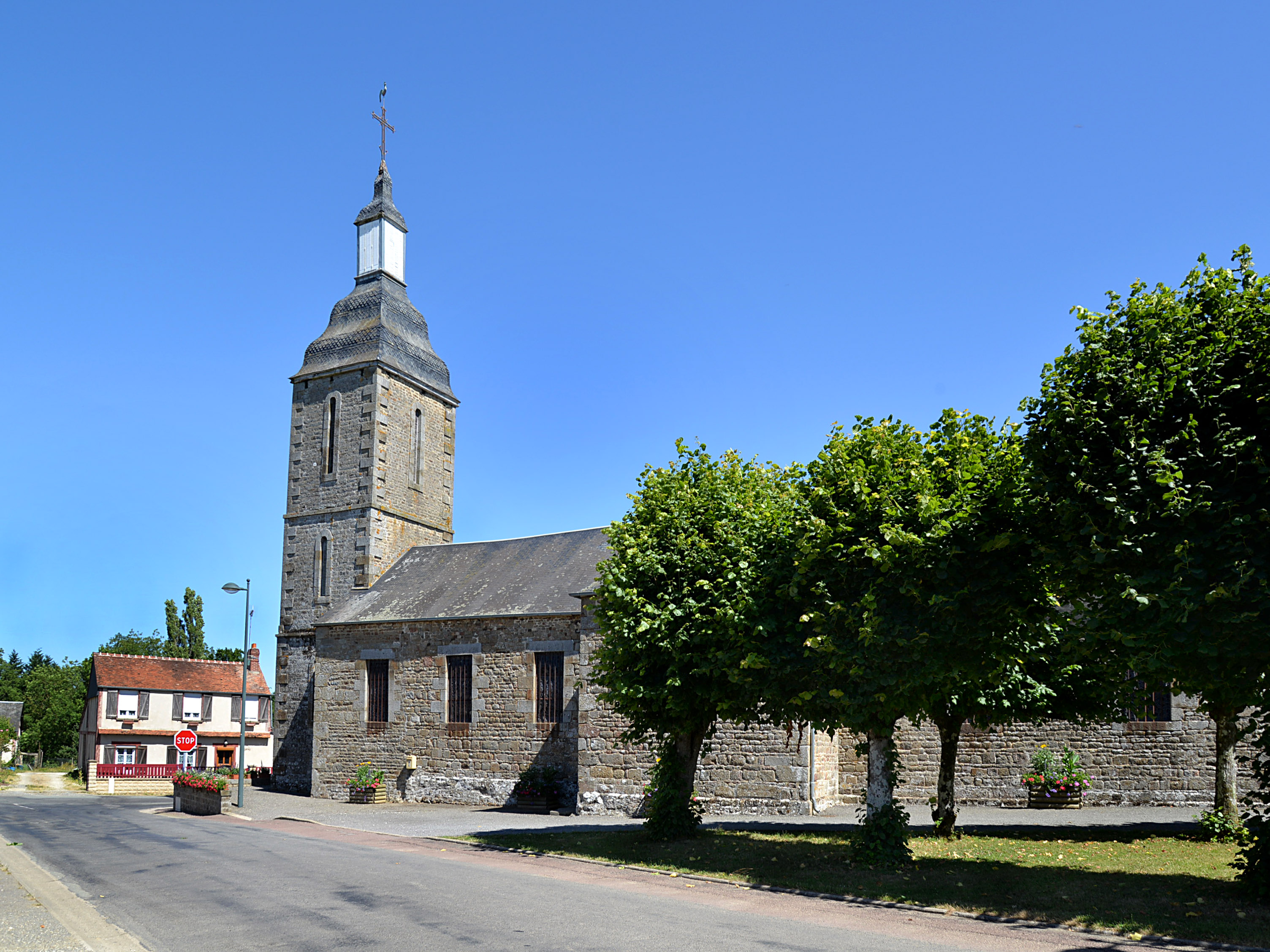
L'église vue sud-est.
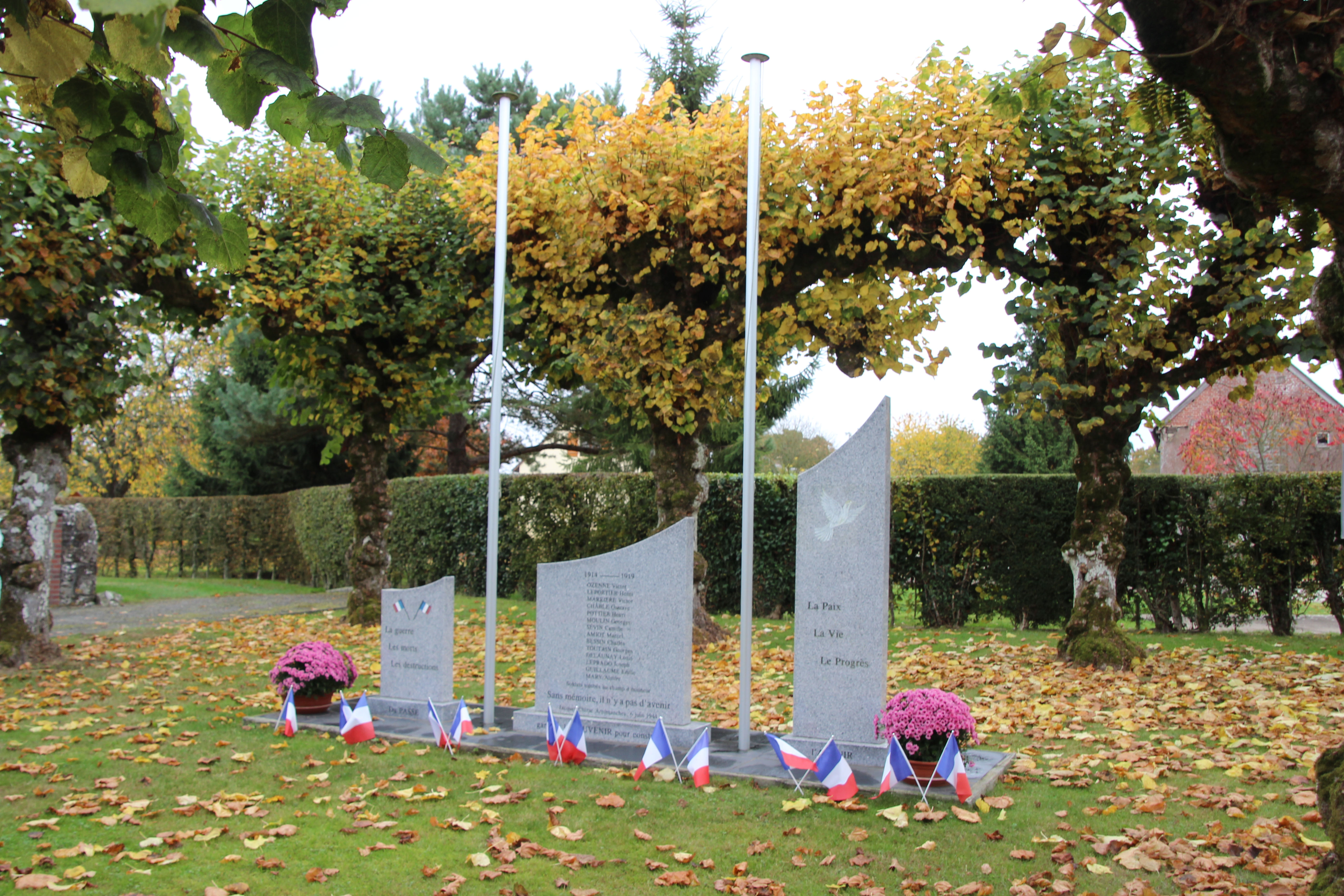
Monument à proximité de l'église.
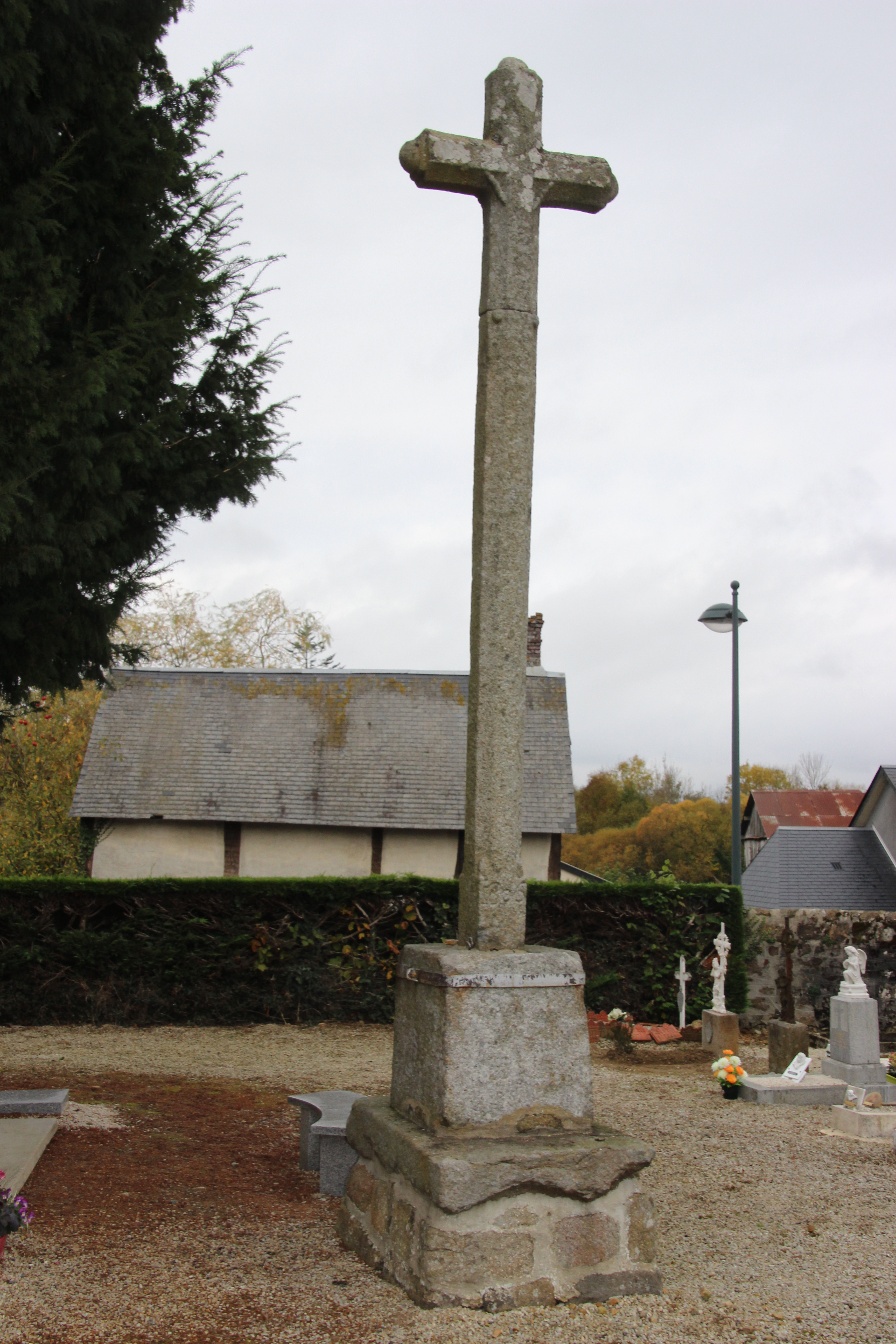
Calvaire dans le cimetière.